# 串川 (神奈川県)
串川（くしかわ）は、神奈川県相模原市を流れる一級河川。相模川水系の支流である。

## 地理
神奈川県相模原市緑区鳥屋の丹沢山地北東部に源を発し北東に流れ、相模原市緑区小倉で相模川に合流する。
この川の一部流域には蛍が生息する。

## 橋梁
- 馬石橋（神奈川県道513号鳥屋川尻線）
- 南沢橋（県道513号線）
- 桜沢橋（県道513号線）
- 串川橋（国道412号）
- 首都圏中央連絡自動車道（圏央道）串川橋梁
- 河原橋（神奈川県道511号太井上依知線）

座標: 北緯35度34分55.3秒 東経139度17分59秒 / 北緯35.582028度 東経139.29972度